# 公館交流道
公館交流道，為臺灣台72線的交流道，位於臺灣苗栗縣苗栗市及公館鄉交界，指標為15k。可接台6線通往國道一號之苗栗交流道。
|            | 15 公館 |  | 公館 苗栗 |
| 苗栗交流道 | 15 公館 |  |           |

## 外部連結
- 台72線公館交流道示意圖 （页面存档备份，存于）（交通部公路總局）